# Anagyrus archangelskayae
Anagyrus archangelskayae är en stekelart som beskrevs av Trjapitzin 1972. Anagyrus archangelskayae ingår i släktet Anagyrus och familjen sköldlussteklar. Inga underarter finns listade i Catalogue of Life.